# Langenbach (Weilmünster)
Langenbach im Taunus ist ein Ortsteil der  Gemeinde Weilmünster im mittelhessischen Landkreis Limburg-Weilburg.

## Geographie

### Geographische Lage
Langenbach liegt im Landkreis Limburg-Weilburg in Mittelhessen, im gedachten Dreieck Limburg-Wetzlar-Frankfurt, im östlichen Hintertaunus – in einem Seitental des Weiltals. Markante geographische Erhebungen sind der Hühnerküppel im Nordwesten, der Hasenberg im Westen und der Haagköppel im Süden.

### Nachbardörfer und -kreise
Langenbach grenzt innerhalb der Gemeinde Weilmünster im Norden an Rohnstadt und im Westen an Laubuseschbach. Den Grenzverlauf bildet hier die Hessenstraße. Im Süden grenzt Langenbach an die Ortschaften Winden und Heinzenberg der Gemeinden Weilrod und Grävenwiesbach (beide Hochtaunuskreis). Der Grenzverlauf hier wird durch den Leistenbach gebildet. Die westliche Grenze bildet das Flüsschen Weil.

### Gliederung
Langenbach besteht aus dem alten, historischen Ortskern mit den umliegenden Neubaugebieten Am Wingert, Tränkebacher Berg und Zehntbach (aktuell) sowie den „Außenposten“ Rosenhof, Langenbacher Mühle, Haus am Weiher (ohne den Weiher), Glasberger Hof, Knapendorfer Hof und Waldhaus, sowie der Wüstung Grävenroth.

### Besonderheiten
Bekannt ist Langenbach durch seine alte Dorfkirche, die neben einem römisch-korinthischen Taufstein und einer Kirchenorgel, die von dem Orgelbauer Friedrich Drauth im Jahr 1770 erbaut wurde, mit der Georgsglocke eine der ältesten Glocken des Nassauer Landes beherbergt. Die Kirche ist daher auch Wahrzeichen des Ortes und Motiv des Langenbacher Ortswappens.
Für die denkmalgeschützten Kulturdenkmäler des Ortes siehe Liste der Kulturdenkmäler in Langenbach.

## Geschichte

### Keltische Wurzeln
Keltische Befestigungsanlagen auf dem Riesenkopf, die „Riesenburg“ bei Rohnstadt und keltische Spuren am Hünerküppel (heute Hühnerküppel) deuten auf eine sehr frühe Besiedlung der Gegend um Langenbach hin. Zwei bedeutende frühgeschichtliche Fernwege, die „Hessenstraße“ aus dem Rheinland um Sankt Goar kommend, und die „Rennstraße“ aus dem Taunus kommend, treffen hier an der „eisernen Hand“ (Hasenberg) zusammen und verlaufen ab da identisch in Richtung Gießen und weiter nach Nordhessen. Beide Straßen waren ursprünglich alte keltische Fernwege, wobei die Rennstraße aus dem Taunus kommend vermutlich die keltischen Ringburgen Altkönig im Taunus, die Riesenburg und die Ringburgen am Dünsberg sowie Glauberg verband und die „Hessenstraße“ als frühere Keltenstraße in das Rheinland (um Sankt Goar) führte. Im Verlauf der alten Fernwege sind überall Hügelgräber zu finden. Alte keltische Flurnamen in Langenbach, wie „Görnhöll“ und „Gilling“ und der uralte (heidnisch-keltische) Brauch des Laubmannes an Pfingstmontag, der bis heute erhalten geblieben ist, deuten auf eine sehr frühe Besiedlung, vermutlich durch die Ubier bereits um 200–500 vor Christus hin. Die Ubier wurden um 38 vor Christus von den Römern auf das linke Rheinufer umgesiedelt und gründeten später die Städte Bonn, Köln und Neuss.

### Urkundliche Ersterwähnung
Urkundlich wird Langenbach am 4. November 1335 erstmals genannt, als Ritter Richwin von Elkerhausen seinem Neffen Hiltwin von Elkerhausen und seiner Ehefrau eine Wiese zu Langenbach verkauft. Diese Wiese wird heute noch „Ritterswiese“ genannt. Anhand der Ortsnamenforschung (Toponomastik, Etymologie) wird die Gründung des Ortes Langenbach (in Bezug auf die Endsilbe „-bach“) jedoch bereits auf die Zeit der ersten Siedlungsperiode, also um 250 – 500 n. Chr. (Alemannische Landnahme), datiert.

### Wirtschaftliche Entwicklung
Einst war Langenbach ein reines „Bauerndorf“, das sich im Laufe der Zeit jedoch zu einem Pendlerdorf entwickelt hat. Viele Einwohner arbeiten nun im Rhein-Main-Gebiet, das durch die guten Verkehrsanbindungen relativ schnell erreichbar ist und genießen nach Feierabend das stille, naturnahe Dorfleben.

### Langenbacher Kirche

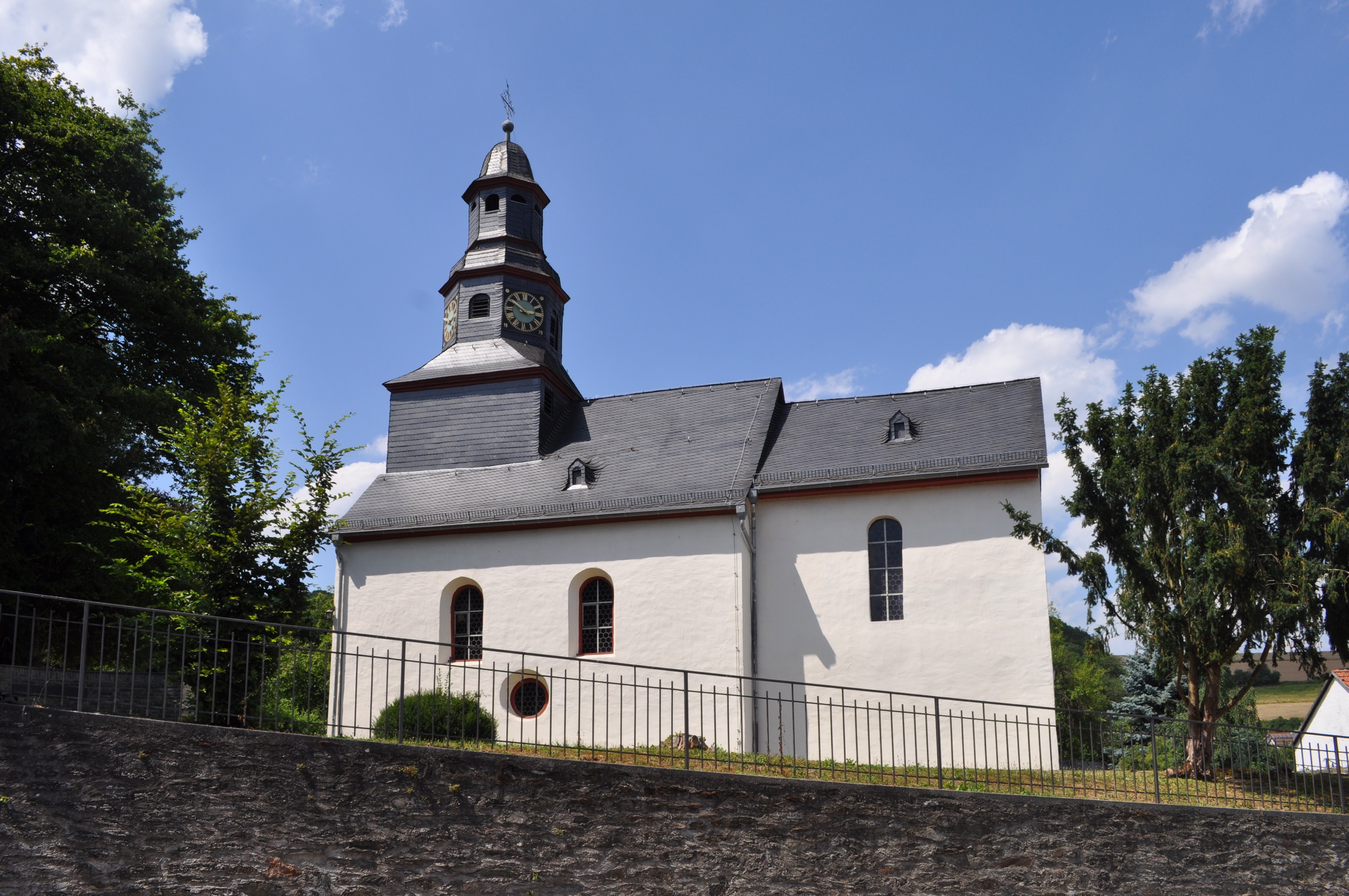
Die Kirche in Langenbach

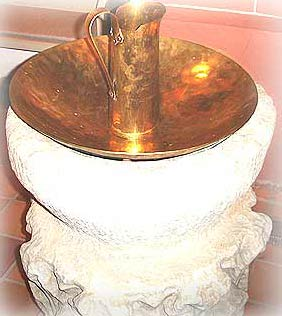
Römischer Taufstein

Gründer der Langenbacher Kirche war vermutlich der fränkische Konradiner-Gaugraf Konrad Kurzbold. Als Sohn des 902 gefallenen Konradiners Eberhard von Niederlahngau wurde Konrad Kurzbold am 10. Februar 910 in Frankfurt der Königshof Brechen verliehen zur Ausstattung der Kirche, die er zu Limburg an der Lahn in seiner Grafschaft bauen wollte. Konrad gründete das Georgenstift Limburg an der Lahn und legte den Grundstein zum Dom. Schutzpatron der Langenbacher Kirche war ebenso der heilige Georg. Da man weiß, dass die Herren von Merenberg als Vorgänger der Nassauer im 12. Jahrhundert Vögte über Limburger Stiftbesitz und auch zu Langenbach geworden waren, ist fast sicher, dass auch das Langenbacher Georgspatrozinium von der Limburger Stiftskirche herrühren muss, und – wie Fachleute nach Untersuchungen der ältesten Mauerteile bestätigen – demzufolge bereits zwischen 910 und 950 die steinerne Kirche in Langenbach erbaut wurde. Von dem Bezug zum Limburger Georgenstift zeugt ebenfalls die älteste und größte Glocke von Christian Duisterwalt aus dem Jahr 1444. Sie ist eine der ältesten Glocken des Nassauer Landes und wird als Georgsglocke bezeichnet. Ein Abbild des heiligen Georg ist auf der Glocke aufgegossen. Sie war nach dem großen Brand in Langenbach im Mai 1687 verschont geblieben. Die beiden anderen Glocken stammen aus dem Jahre 1698, nachdem sie aus den beiden beim Brand zersprungenen Glocken neu gegossen wurden. Bereits im Jahr 1412 wird die Kirche Langenbachs als Pfarrkirche bezeichnet. Im Jahre 1717 baute man die Kirche um, da das Kirchenschiff baufällig geworden war. An den alten Teil, den heutigen Chor, wurde das neue Kirchenschiff angebaut. An der Nordseite des Chores befindet sich noch heute ein altes spätgotisches Sakramentshäuschen. Am bemerkenswertesten in der Kirche ist ein römisch-korinthisches Kapitell, das zu einem Taufbecken umgearbeitet wurde. Nur noch zwei Reihen der schönen Akanthusblätter sind zu sehen. Um die Kirche dehnte sich früher der Friedhof aus. Heute ist der Platz in eine Anlage umgewandelt, in deren Mittelpunkt eine Gedenkstätte für die Gefallenen der beiden Weltkriege eingebettet ist.

### Schule, Rathaus
Am 2. Mai 1954 weihte Langenbach die „Neue Schule“ ein, nachdem das alte Schulgebäude nicht mehr den pädagogischen Ansprüchen genügte. Nach der Schulreform der 1970er Jahre wurde die Dorfschule aufgelöst und das Schulgebäude als Dorfgemeinschaftshaus hergerichtet. Die alte Schule war 1834 an der Stelle des alten steinernen Rathauses errichtet worden.

### Zusammenschluss zur Großgemeinde Weilmünster
Im Zuge der Gebietsreform in Hessen fusionierten am 31. Dezember 1970 der bisherige Marktflecken Weilmünster im Oberlahnkreis mit den bis dahin selbstständigen Gemeinden Aulenhausen, Dietenhausen, Ernsthausen, Laimbach, Langenbach, Laubuseschbach, Lützendorf, Möttau, Rohnstadt und Wolfenhausen freiwillig zur neuen Großgemeinde Weilmünster. Essershausen kam am 31. Dezember 1971 hinzu. Für alle zwölf ehemals eigenständigen Gemeinden wurden Ortsbezirke gebildet.

### Verwaltungsgeschichte im Überblick
Die folgende Liste zeigt die Staaten und Verwaltungseinheiten, denen Langenbach angehört(e):

- vor 1806 Heiliges Römisches Reich, Grafschaft/Fürstentum Nassau-Weilburg, Amt Weilmünster
- ab 1806: Herzogtum Nassau,[Anm. 2] Amt Weilmünster
- ab 1816: Herzogtum Nassau,[Anm. 3] Amt Weilburg
- ab 1849: Herzogtum Nassau, Kreisamt Hadamar[Anm. 4]
- ab 1854: Herzogtum Nassau, Amt Weilburg
- ab 1867: Königreich Preußen,[Anm. 5] Provinz Hessen-Nassau, Regierungsbezirk Wiesbaden, Oberlahnkreis[Anm. 6]
- ab 1871: Deutsches Reich, Königreich Preußen, Provinz Hessen-Nassau, Regierungsbezirk Wiesbaden, Oberlahnkreis
- ab 1918: Deutsches Reich (Weimarer Republik), Freistaat Preußen, Provinz Hessen-Nassau, Regierungsbezirk Wiesbaden, Oberlahnkreis
- ab 1944: Deutsches Reich, Freistaat Preußen, Provinz Nassau, Oberlahnkreis
- ab 1945: Amerikanische Besatzungszone,[Anm. 7] Groß-Hessen, Regierungsbezirk Wiesbaden, Oberlahnkreis
- ab 1946: Amerikanische Besatzungszone, Hessen, Regierungsbezirk Wiesbaden, Oberlahnkreis
- ab 1949: Bundesrepublik Deutschland, Hessen, Regierungsbezirk Wiesbaden, Oberlahnkreis
- ab 1968: Bundesrepublik Deutschland, Hessen, Regierungsbezirk Darmstadt, Oberlahnkreis
- ab 1971: Bundesrepublik Deutschland, Hessen, Regierungsbezirk Darmstadt, Oberlahnkreis, Gemeinde Weilmünster[Anm. 8]
- ab 1974: Bundesrepublik Deutschland, Hessen, Regierungsbezirk Darmstadt, Landkreis Limburg-Weilburg, Gemeinde Weilmünster
- ab 1981: Bundesrepublik Deutschland, Hessen, Regierungsbezirk Gießen, Landkreis Limburg-Weilburg, Gemeinde Weilmünster

## Bevölkerung

### Einwohnerstruktur 2011
Nach den Erhebungen des Zensus 2011 lebten am Stichtag dem 9. Mai 2011 in Langenbach 396 Einwohner. Darunter waren 6 (1,5 %) Ausländer. Nach dem Lebensalter waren 60 Einwohner unter 18 Jahren, 171 zwischen 18 und 49, 87 zwischen 50 und 64 und 75 Einwohner waren älter. Die Einwohner lebten in 177 Haushalten. Davon waren 60 Singlehaushalte, 42 Paare ohne Kinder und 54 Paare mit Kindern, sowie 18 Alleinerziehende und 3 Wohngemeinschaften. In 39 Haushalten lebten ausschließlich Senioren und in 111 Haushaltungen lebten keine Senioren.

### Einwohnerentwicklung
| • 1630: | 32 Haushaltungen |

| Langenbach: Einwohnerzahlen von 1825 bis 2020 | Langenbach: Einwohnerzahlen von 1825 bis 2020 | Langenbach: Einwohnerzahlen von 1825 bis 2020 | Langenbach: Einwohnerzahlen von 1825 bis 2020 | Langenbach: Einwohnerzahlen von 1825 bis 2020 |
| --- | --------------------------------------------- | --------------------------------------------- | --------------------------------------------- | --------------------------------------------- |
| Jahr |                                               |                                               |                                               | Einwohner                                     |
| 1825 | 1825                                          |                                               | 296                                           | 296                                           |
| 1834 | 1834                                          |                                               | 341                                           | 341                                           |
| 1840 | 1840                                          |                                               | 355                                           | 355                                           |
| 1846 | 1846                                          |                                               | 350                                           | 350                                           |
| 1852 | 1852                                          |                                               | 321                                           | 321                                           |
| 1858 | 1858                                          |                                               | 306                                           | 306                                           |
| 1864 | 1864                                          |                                               | 322                                           | 322                                           |
| 1871 | 1871                                          |                                               | 327                                           | 327                                           |
| 1875 | 1875                                          |                                               | 306                                           | 306                                           |
| 1885 | 1885                                          |                                               | 309                                           | 309                                           |
| 1895 | 1895                                          |                                               | 302                                           | 302                                           |
| 1905 | 1905                                          |                                               | 291                                           | 291                                           |
| 1910 | 1910                                          |                                               | 306                                           | 306                                           |
| 1925 | 1925                                          |                                               | 311                                           | 311                                           |
| 1939 | 1939                                          |                                               | 279                                           | 279                                           |
| 1946 | 1946                                          |                                               | 436                                           | 436                                           |
| 1950 | 1950                                          |                                               | 443                                           | 443                                           |
| 1956 | 1956                                          |                                               | 404                                           | 404                                           |
| 1961 | 1961                                          |                                               | 346                                           | 346                                           |
| 1967 | 1967                                          |                                               | 354                                           | 354                                           |
| 1970 | 1970                                          |                                               | 379                                           | 379                                           |
| 1987 | 1987                                          |                                               | 411                                           | 411                                           |
| 1993 | 1993                                          |                                               | 467                                           | 467                                           |
| 1996 | 1996                                          |                                               | 460                                           | 460                                           |
| 2001 | 2001                                          |                                               | 437                                           | 437                                           |
| 2005 | 2005                                          |                                               | 435                                           | 435                                           |
| 2010 | 2010                                          |                                               | 387                                           | 387                                           |
| 2011 | 2011                                          |                                               | 396                                           | 396                                           |
| 2015 | 2015                                          |                                               | 393                                           | 393                                           |
| 2020 | 2020                                          |                                               | 370                                           | 370                                           |
| Datenquelle: Historisches Gemeindeverzeichnis für Hessen: Die Bevölkerung der Gemeinden 1834 bis 1967. Wiesbaden: Hessisches Statistisches Landesamt, 1968. Weitere Quellen: ; Zensus 2011 |                                               |                                               |                                               |                                               |

### Historische Religionszugehörigkeit
| • 1885: | 307 evangelische (= 99,35 %), zwei katholische (= 0,65 %) Einwohner |
| • 1961: | 258 evangelische (= 74,57 %), 88 katholische (= 25,43 %) Einwohner  |

## Politik

### Ortsbeirat
Für Langenbach besteht ein Ortsbezirk (Gebiete der ehemaligen Gemeinde Langenbach) mit Ortsbeirat und Ortsvorsteher nach der Hessischen Gemeindeordnung.
Der Ortsbeirat besteht aus fünf Mitgliedern. Bei den Kommunalwahlen in Hessen 2021 betrug die Wahlbeteiligung zum Ortsbeirat 50,62 %. Alle Kandidaten gehörten der Liste „Ortsbeirat Langenbach“ an. Der Ortsbeirat wählte Markus Lang zum Ortsvorsteher.

### Partnerorte
Langenbach pflegt langjährige partnerschaftliche Beziehungen zu Langenbach in der Pfalz und Freistett.

## Vereine
Langenbach verfügt über ein intaktes Vereinsleben. So besteht innerhalb der im Jahr 1934 gegründeten Freiwilligen Feuerwehr Langenbach auch die seit dem 1. Dezember 1981 tätige Jugendfeuerwehr Langenbach. Auf musikalisch-kultureller Ebene agiert der weit über die Landesgrenzen hinaus bekannten Fanfarenzug der Freiwilligen Feuerwehr Langenbach (gegründet 1977). Der Sportverein Langenbach mit seiner Tischtennisabteilung hat bereits viele Erfolge errungen. Darüber hinaus gibt es den Gemischten Chor „Eintracht“ Langenbach und den evangelischen Kirchenchor. Caritativ strukturierte Vereine sind unter anderem die Kyffhäuser-Kameradschaft Langenbach und die Evangelische Frauenhilfe Langenbach.

## Infrastruktur
Seit dem Jahr 1934 sorgt die Freiwillige Feuerwehr Langenbach (ab 1. Dezember 1981 mit Jugendfeuerwehr) für den abwehrenden Brandschutz und die allgemeine Hilfe in diesem Ort. Es bestehen in Langenbach ein Dorfgemeinschaftshaus in der Schulstraße, ein Bolzplatz, ein Kinderspielplatz und Wanderwege.

## Persönlichkeiten
- Friedrich Snell (1813–1878) war Pfarrer in Langenbach, nassauischer Landtagsabgeordneter und Mitbegründer des „Volksvereins an der unteren Weil“ in Langenbach